# مارك كير (مصارع رياضي)
مارك كير (بالإنجليزية: Mark Kerr) هو مصارع رياضي أمريكي، ولد في 21 ديسمبر 1968 في توليدو في الولايات المتحدة.

## وصلات خارجية
- مارك كير على موقع يو إف سي (الإنجليزية)
- مارك كير على موقع شيردوغ (الإنجليزية)
- مارك كير على موقع قاعدة بيانات المصارعة الدولية (الإنجليزية)
- مارك كير على موقع IMDb (الإنجليزية)
- مارك كير على موقع قاعدة بيانات الفيلم (الإنجليزية)